# Anthoxanthum hookeri
Anthoxanthum hookeri là một loài thực vật có hoa trong họ Hòa thảo. Loài này được (Griseb.) Rendle mô tả khoa học đầu tiên năm 1904.